# Microstylum dux
Microstylum dux là một loài ruồi trong họ Asilidae. Microstylum dux được Wiedemann miêu tả năm 1828.